# Hugh McColl

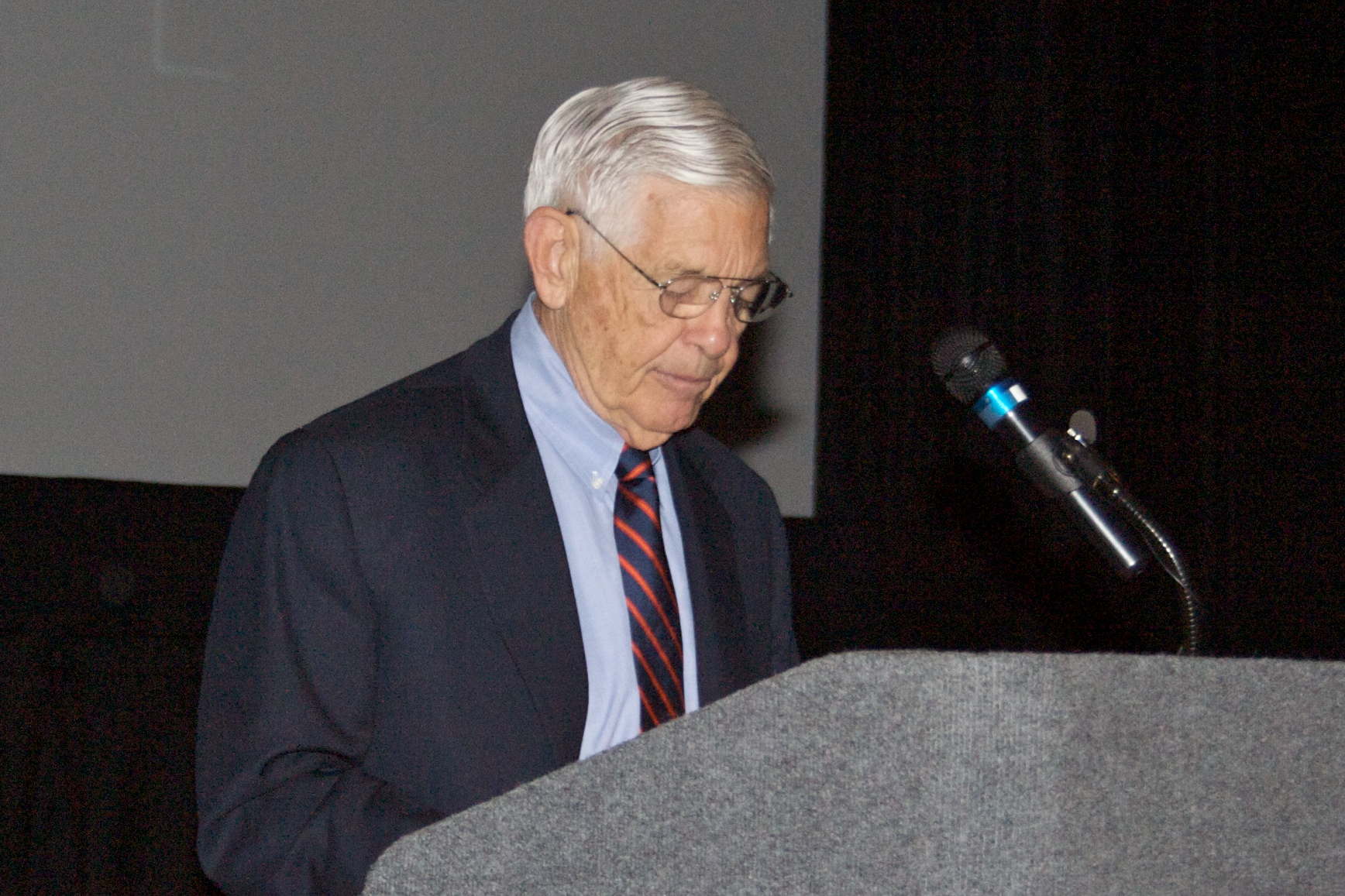
Hugh McColl en 2009

Hugh McColl es un banquero estadounidense cuyos labores in la industria americana ha resultado en una consolidación de la banca comercial en Estados Unidos.
Nació el 18 de junio de 1935 en el pueblo de Bennettsville, Carolina del Sur. Luego de graduarse de la Universidad de Carolina del Norte en Chapel Hill, McColl se unió a los Cuerpo de Marines de Estados Unidos. Después del servicio militar, McColl se fue a trabajar a un banco pequeño de Carolina del Norte, entonces conocido como North Carolina National Bank (NCNB).
McColl logró ascender a través del banco, eventualmente logrando la posición de CEO y Presidente de la Junta Directiva. Como líder del banco, McColl fue instrumental en el crecimiento del banco, llevándolo de un pequeño banco regional a una institución de alcance nacional. En 1991, NCNB se convirtion en Nationsbank, luego de varias adquisiciones en Texas y Georgia. En 1995, Nationsbank adquirió BankSouth por $1.6 billones, fortaleciendo su cobertura en el sur de Estados Unidos. Los siguientes dos años generaron las compras de Boatmen's BancShares y Barnett Bank, por $9.6 billones y $15.5 billones respectivamente. La pieza final fue la compra de BankAmerica de San Francisco. La compañía resultante tomó el nombre de Bank of America, con su sede en Charlotte, Carolina del Norte. 
McColl se retiró de la institución en el 2001. Junto con otros banqueros, formó un banco de inversión llamado McColl Partners.